# NGC 4267
NGC 4267 ist eine Elliptische Galaxie vom Hubble-Typ E/SB0  im Sternbild Jungfrau nördlich der Ekliptik. Sie ist schätzungsweise 43 Millionen Lichtjahre von der Milchstraße entfernt und hat einen Durchmesser von etwa 40.000 Lichtjahren. Die Galaxie wird unter der Katalognummer VVC 386 als Teil des Virgo-Galaxienhaufens gelistet.

Im selben Himmelsareal befinden sich u. a. die Galaxien IC 775, IC 3137, IC 3157, IC 3182.
Das Objekt wurde am 17. April 1784 von William Herschel entdeckt.